# Lac Resolution
Der Lac Resolution ist ein See im Nordosten der kanadischen Provinz Québec.

## Lage
Der Lac Resolution befindet sich 150 km östlich von Schefferville am Oberlauf des Rivière George, der diesen in nördlicher Richtung durchfließt. Der See wird über zwei Flussarme des Rivière George entwässert: Der westliche Arm fließt zum benachbarten Lac Advance. Der Lac Resolution hat eine Länge von 19 km und eine Breite von 8 km. Die Wasserfläche beträgt 58 km².

## Etymologie
Der See wurde nach dem Schiff Resolution benannt, mit welchem James Cook 1778 die Beringstraße erreichte.